# ناحیه برج بونعامه
ناحیه برج بونعامه (به عربی: دائرة برج بونعامة) یک ناحیه در الجزایر است که در استان تسمسیلت واقع شده‌است. ناحیه برج بونعامه ۳۳٬۵۶۰ نفر جمعیت دارد.